# 幸福兌換券
《幸福兌換券》（英語：Love Cheque Charge），2014年三立華人電視劇八點檔系列第10部作品，映畫傳播製作，胡宇威、袁艾菲、謝坤達、是元介、翁滋蔓、趙、張本渝領銜主演。2014年8月15日開拍，9月3日起於三立都會台20:00首播，東森綜合台則於當天22:00播出。12月12日全劇殺青，12月15日播出最終回，全劇共74集。接檔《媽咪的男朋友》。

## 播出時間

### 首播
| 頻道                  | 所在地   | 播映日期                     | 播出時間                 |
| --------------------- | -------- | ---------------------------- | ------------------------ |
| 三立都會台            | 臺灣     | 2014年9月3日                 | 每週一至週五 20:00-21:00 |
| 東森綜合台            | 臺灣     | 2014年9月3日                 | 每週一至週五 22:00-23:00 |
| 龍華偶像台            | 臺灣     | 2014年12月15日               | 每週一至週五 22:00-23:00 |
| 三立綜合台            | 臺灣     | 2015年5月8日                 | 每週一至週五 20:00-21:00 |
| Astro双星 Astro双星HD | 马来西亚 | 2014年9月18日 （至11月17日） | 每週一至週五 18:30-19:30 |
| Astro双星 Astro双星HD | 马来西亚 | 2014年11月18日               | 每週日至週四 18:00-19:00 |
| 星和娛家戲劇台        | 新加坡   | 2014年10月7日                | 每週一至週五 19:00-20:00 |
| 精選亞洲劇台          | 香港     | 2016年12月24日               | 每日 08:00-09:00         |

### 重播
| 頻道                  | 所在地   | 播映日期                     | 播出時間                                                     |
| --------------------- | -------- | ---------------------------- | ------------------------------------------------------------ |
| 三立都會台            | 臺灣     | 2014年9月4日                 | 每週二至週六 00:00-01:00                                     |
| 三立都會台            | 臺灣     | 2014年9月4日                 | 每週一至週五 13:00-14:00                                     |
| 三立都會台            | 臺灣     | 2014年9月6日                 | 每週六 17:30-20:00 （重播週一至週三Part3或4部分內容）        |
| 三立都會台            | 臺灣     | 2014年9月7日                 | 每週日 18:00-20:00 （重播週三Part3或4至週五部分內容）        |
| 東森綜合台            | 臺灣     | 2014年9月4日 （至10月14日）  | 每週二至週六 01:00-02:00                                     |
| 東森綜合台            | 臺灣     | 2014年10月15日               | 每週二至週六 02:00-03:00                                     |
| 東森綜合台            | 臺灣     | 2014年9月4日                 | 每週一至週五 07:00-08:00                                     |
| 東森綜合台            | 臺灣     | 2014年9月4日 （至10月7日）   | 每週一至週五 12:00-13:00                                     |
| 東森綜合台            | 臺灣     | 2014年10月14日               | 每週一至週五 14:00-15:00                                     |
| 東森綜合台            | 臺灣     | 2014年9月4日                 | 每週一至週五 18:00-19:00                                     |
| 龍華偶像台            | 臺灣     | 2014年12月16日               | 每週二至週六 01:00-02:00                                     |
| 龍華偶像台            | 臺灣     | 2014年12月16日               | 每週一至週五 05:00-06:00 14:00-15:00 16:00-17:00             |
| Astro双星 Astro双星HD | 马来西亚 | 2014年9月19日 （至11月18日） | 每週一至週五 07:30-08:30 13:30-14:30 17:30-18:30 23:30-24:30 |
| Astro双星 Astro双星HD | 马来西亚 | 2014年9月19日 （至11月18日） | 每週二至週六 02:30-03:30                                     |
| Astro双星 Astro双星HD | 马来西亚 | 2014年9月22日 （至11月16日） | 每週日 01:30-05:30 （一個星期完整重播）                      |
| Astro双星 Astro双星HD | 马来西亚 | 2014年9月22日 （至11月16日） | 每週日 13:30-17:30 （一個星期完整重播）                      |
| Astro双星 Astro双星HD | 马来西亚 | 2014年11月19日               | 每週日至週四 01:00-02:00 06:00-07:00 14:00-15:00 22:00-23:00 |
| Astro双星 Astro双星HD | 马来西亚 | 2014年11月21日               | 每週五 02:00-06:00 （一個星期完整重播）                      |
| Astro双星 Astro双星HD | 马来西亚 | 2014年11月22日               | 每週六 12:00-16:00 （一個星期完整重播）                      |
| 星和娛家戲劇台        | 新加坡   | 2014年10月8日                | 每週二至週六 01:30-02:30                                     |
| 星和娛家戲劇台        | 新加坡   | 2014年10月8日                | 每週一至週五 08:30-09:30                                     |
| 精選亞洲劇台          | 香港     | 2016年12月24日               | 每日 11:00-12:00                                             |
| 精選亞洲劇台          | 香港     | 2016年12月24日               | 每日 14:00-15:00                                             |
| 精選亞洲劇台          | 香港     | 2016年12月24日               | 每日 17:00-18:00                                             |
| 精選亞洲劇台          | 香港     | 2016年12月24日               | 每日 20:00-21:00                                             |
| 精選亞洲劇台          | 香港     | 2016年12月24日               | 每日 23:00-00:00                                             |

## 故事大綱
何不凡一句情急下夾帶玩笑的承諾，徐曼曼一次賭氣堅持的兌換，票面上的幸福是否能夠順利兌現？

為了找老婆不小心變成情場殺手的何冠宇，在一場獵豔中，被王蒨茜秒殺，女大男小閃戀閃婚的兩人，又會有什麼火花？

宅男王柏豪因一次意外而邂逅了女神田心平，並接受對方的大改造！心平發現自己像在訂做Mr.Right，她會捨得放生嗎？

三男三女，他們的愛情會如何展開？他們的幸福是否都能彼此兌換成功呢？

## 演員列表

### 主要演員
| 演員   | 角色              | 介紹 | 登場集數                                                     |
| 胡宇威 | 何不凡 （Thomas） | 32歲，某網路購物公司總經理。徐曼曼的丈夫，三胞胎的大姊夫，何光輝的大兒子，何冠宇的哥哥，王蒨茜的大伯，徐家寶、邱雅妮的女婿 機車、冷酷，追求完美但抗拒戀愛的三分男。大學畢業後，拿到獎學金負笈赴美留學，為了有效處理各種事情而悟出一個理論：每件事都在三分鐘內解決！原本在美國發展的一帆風順，這回被高層派回台灣洽公，不但意外失去高薪的工作；在協助弟弟整頓公司時，更遇上三年前自己幫別人提分手的那個女人，拿著當年的旅行支票要求兌現承諾。甚至被當年請他幫忙的阿飄，以「好兄弟」名義莫名的纏上了。堅持自己不會喜歡上徐曼曼，卻不自覺的愈來愈在意她。因對於年幼時喪母一事感到自責，而總是拒絕他人的幫助。後在曼曼的安慰及鼓勵下，解開父子間心結的同時，與曼曼之間也出現了微妙的變化。為了安撫難過不安的曼曼，而索性向她告白。陷入戀愛中的他，也開始關心起幽靈朋友史博海。無意間發現博海其實尚未死亡後，因對於他的處境有所感觸，而隨即在弟弟及同事協助下向曼曼求婚。雖因婚禮被打斷而深感不安，仍尊重與支持曼曼的選擇。面對曼曼因Victoria而醋勁大發，只能好氣又好笑的安慰著她。經一場與夢境相同的意外後，因擔心失去曼曼而決定和她先行公證結婚；卻仍以意外收場而備受打擊。為了對抗天意，並讓一切回到兩人最初相識的原點，而向曼曼提出分手。最終透過博海不遺餘力的幫助，才領悟了上天的考驗，並與曼曼破鏡重圓。 | 全劇                                                         |
| 袁艾菲 | 徐曼曼 （Angel）  | 29歲，某網路購物公司員工，何不凡的妻子，何冠宇的大嫂，王倩茜的大伯母兼妯娌，何光輝的長媳 負責商品開發。充滿光和熱，人生以服務為目標的傻大姐。三年前，初戀男友派一個陌生人當代打出席談分手，為了安撫曼曼的情緒，他竟隨手在一張旅行支票上信手寫下承諾。三年後意外再次相遇，為了反制他，曼曼拿出支票要何不凡兌換，要他知道很多事一旦允諾，就要負責到底！雖仍掛念著不告而別的前男友史博海，卻逐漸對不凡產生了好感。由於經濟能力有限，為了姊代母職照顧三胞胎而努力兼差。得知旅行中的母親病情惡化而難過落淚，經不凡安慰後仍在弟妹們面前故作堅強。為答謝不凡而試著照顧、關心他，卻發現他與家人間有著些微的疏離感。在訝異於不凡態度轉變的情況下，不敢置信的接受了他的告白。經一次意外後，開始能在不經意間看見博海的靈體。雖因家人而有所顧慮，仍靦腆回應不凡的求婚；卻在婚禮當天得知博海的消息。即使震驚，依然相信深愛著自己的兩個男人。並以堅定的心選擇不凡，也將博海視為一輩子的朋友。但面對高傲的Victoria時，雖深信著不凡卻仍為此而頻頻吃醋。儘管莫名遭受一連串的意外，依然樂觀的安慰著失去自信的不凡。面對不凡毫無預警的突然分手，雖不明所以，仍在博海安慰下打算積極挽回。但見不凡執意離去，傷心之餘只能試著放手；最終在博海無私的付出下，重新兌現了兩人的幸福。                                               | 全劇                                                         |
| 謝坤達 | 史博海            | 27歲，小海，徐曼曼的前男友，美國某服飾企業富二代。三年前因意外而重度昏迷，其靈魂曾拜託何不凡幫忙，替自己向曼曼提分手。三年後，為了處理上司造成錯亂的姻緣，以「月老見習生」的身分再次回到人間，但卻只記得不凡。由於只有不凡能看見並和自己說話，而經常出其不意的出現在他面前。意外發現自己在激動時能觸摸到任何物體，並因曼曼的眼淚記起了過去，而決定撮合不凡與曼曼。由於受到天打雷劈的嚴厲警告，並見到不凡對曼曼的關心後，才放心去執行其他任務。看著不凡終於承認喜歡曼曼，而替她感到欣慰。然而自從曼曼與不凡交往後，開始陸續出現不明的心痛。隨著疼痛逐漸加劇，並看到躺在病房中的自己，才明白上司說過靈魂會死的道理。但在看到母親對自己的付出，以及曼曼幸福的模樣，即因無法抉擇而為難不已。之後決定犧牲成全，經不凡建議後，託夢向曼曼及母親道歉與道別。瀕死之際，竟在曼曼呼喚下奇蹟似的甦醒。康復後雖依然愛著曼曼，卻仍選擇放手，情願為成全她與不凡而默默付出。並為了彌補親情，決定與母親一起回美國生活。但在發現Victoria的企圖後，因擔心曼曼而借故留下。卻見不凡竟為了保護曼曼也選擇放手，雖明白他的心意，仍鼓勵曼曼追回不凡。最終不惜冒著生命危險，成功揭穿了Victoria的詭計。 | 1,4-13,15-20, 33-55,57-59,61-74                              |
| 是元介 | 王柏豪 （馬桶）   | 30歲，王金榮的兒子，田心平的男友 科技宅男。和何不凡及何冠宇是從小玩在一起的哥兒們，平常總是宅在家裡打怪、賣寶物，並和一隻名叫「小愛」的巴西龜形影不離。因不凡為了讓冠宇的公司轉型，在三催四請下，成功邀他擔任某網路購物公司的程式設計與系統分析師。某天外出時因意外跌倒，而結識了心中的女神，並無意將小愛落在對方的店裡，為此開始有了不同於以往的轉變。知道父親喜歡月姨，也希望她能成為自己的母親。為了和田心平能有更進一步的發展，在冠宇建議下邀請心平和公司簽約，並向父親討教了各種方法。因擔心自己和心平變成兄妹，索性搶在父親追到月姨前向心平告白。為化解心平與月姨間的心結，而邀心平與自己同居。母女倆和解後，為了展現愛心平的決心，而答應月姨完成讓心平微笑三次、感動三次的任務。得知心平為了實現理想而與自己提分手，雖感到沮喪與不捨；但在月姨及何家兄弟的安慰下，仍決定無條件支持心平，並與她共同克服遠距離戀愛的問題。看到不凡與曼曼之間的波折，而十分珍惜與心平相處的每一刻。 | 1-4,7-74                                                     |
| 翁滋蔓 | 田心平            | 24歲，王柏豪的女友 為了尋找記憶中味道的蛋糕，經營了一家小型烘焙坊。溫柔、可愛，有時又帶點俏皮的她，自小在育幼院長大，因而對於感情有強烈的不安。某天在路上幫了跌倒的王柏豪，並收留他遺落的烏龜，互不相識的兩人因此有了交際。和柏豪相處的過程中，從外型到談吐逐一幫他進行了改造。面對月姨時總會感到莫名的親切感，雖然開朗樂觀且交友廣泛，但其實渴望家庭的溫暖。因表示討厭自己的親生母親，而無意間傷害了月姨。經柏豪安慰後打算幫忙撮合榮叔和月姨，並在姐妹們的鼓勵下，回應了柏豪突如其來的告白。知道月姨就是自己的生母後，受到打擊而躲著柏豪和月姨。後因住處遭小偷，只好暫時借住在柏豪家。並透過柏豪房間的窗戶，看著月姨的身影而逐漸對她卸下心防。得知月姨打算離開後亟欲挽留，並因此解開了母女間的心結。因收到法國藍帶學院的入學通知，在母親鼓勵下為追尋夢想而向柏豪提出分手。聽了柏豪堅定的答覆後，答應保管代表柏豪之心的戒指；也將代表著心平之心的戒指，以超出預期的尷尬方式交給了柏豪。並打算出國後，與柏豪以視訊及互通書信等方式保持聯絡。最後帶著滿滿的祝福前往法國，並在三年後回到了柏豪身邊。 | 9-10,13-44,47-52, 54-58,60,62-63, 65-66,68-69,71-74          |
| 趙     | 何冠宇 （毛怪）   | 30歲，何不凡的弟弟，何光輝的小兒子，徐曼曼的小叔，王蒨茜的丈夫 某網路購物公司掛名董事長。一頭捲毛永遠梳不順又超級自戀，為了找到心中的唯一而流連花叢，也在花花公子界闖出「殺手級人物」的封號，甚至為此開了一家每個月都在虧錢的公司。為了幫父親留住難得回家的哥哥，在不凡回國後力邀他進公司整頓，沒想到卻搞得公司上下雞飛狗跳！而在此同時，偶然遇見了自己心中的那朵野薔薇，瞬間的一見就被秒殺！婚後不久，即因思念長期出差的蒨茜變得魂不守舍。然而得知自己在對方心中的位置後，因備感失望而喝的酩酊大醉。但在蒨茜誠心的道歉下，決定與她開始慢慢了解彼此。面對Rebecca的糾纏，因不願傷害蒨茜而極力隱瞞；但被父親發現後，幾經猶豫仍向蒨茜坦白。雖已向Rebecca清楚說明自己的心意，卻發現仍遭對方監視與騷擾而氣急敗壞。看著蒨茜為了何家選擇忍讓，因心疼無助而向哥哥求救。由於一時心軟，而透過Rebecca嘗到了初為人父的滋味。喜歡小孩子的他卻因此忽視了蒨茜的感受，並遭到家人嚴厲的責罵。最後成功和Rebecca劃清界線，並努力不懈的求得蒨茜的原諒。 | 1-33,35-74                                                   |
| 張本渝 | 王蒨茜            | 35歲，富家千金，何冠宇的妻子，何不凡的弟媳，徐曼曼的小嬸，何光輝的次媳 時尚氣質名媛，任職廣告公司創意群總監。從小就是只要我喜歡有什麼不可以，工作上理智冷靜、公私分明，但私底下我行我素、又極度護短。某天在泳池與風流倜儻、妙語如珠的何冠宇相遇，兩人頓時天雷勾動地火，交往不到一天立刻閃婚！事業心重的她為了穩固工作地位，對同事隱瞞了已婚的事。但出差回來後即向冠宇坦白，其實是想逃避一段令她痛苦的三角戀，而將冠宇當成了避風港。經公公提醒後，意識到冠宇給了自己毫無保留的愛，而自己也早已離不開他。為了盡到作為妻子與媳婦的責任，開始努力學習做菜。卻在廚藝教室裡，和刻意接近的Rebecca成了朋友。聽到冠宇誠實的道歉後，選擇了包容與原諒。並在晉升為分區總經理後，按照對冠宇的承諾公開了兩人的關係。得知Rebecca疑似懷有冠宇的孩子後雖然吃驚，但見她以墮胎為要脅、以及公公對自己的情義相挺，而毅然請託對方留下無辜的孩子。雖因此屢遭Rebecca的刁難，但在不凡指點下仍決定挺身與冠宇一起面對。然而在面臨孩子與婚姻的賭注及決擇時，壓抑著的委屈終於潰堤。於是和冠宇大吵一架後，負氣離開了何家，並向對方提出離婚。最後被冠宇真誠悔過的態度所感動，並在三年後懷有兩人的幸福結晶。 | 4-10,13-14,22-32, 36-41,43,48-52,55-56, 58-59,61,67-70,72-74 |

### 其他演員
| 演員   | 角色                    | 介紹 | 登場集數                                                                       |
| 劉紀範 | 劉薏芝                  | 泌尿科醫師，徐曼曼與田心平的好姐妹。擁有推拿師及中醫師等證照，總是在曼曼需要時，充當三胞胎的保母。戀愛經驗豐富的她，有時也擔任曼曼及心平的愛情顧問。 | 1-2,4,6,8-16,19-20, 27,31-32,34-35, 48-49,56,63,66-68                          |
| 廖峻   | 何光輝                  | 何不凡、何冠宇的父親，徐曼曼、王蒨茜的公公 早年喪妻，一手拉拔兩個兒子長大。對於小兒子的閃婚以及長子的反常行為，雖感到既擔心又無奈；但看著努力融入何家的蒨茜，仍給予鼓勵與肯定。起初秉持老闆應照顧員工的精神，不時關心著曼曼；得知她與不凡間有了更進一步的成長，而十分高興自己能擁有兩個好媳婦。面對Rebecca的要脅，更是力挺蒨茜到底。 | 1-2,5-10,12,14-16,18-30, 33,36-38,45-47,49-52, 55,60-61,67-68,70-74            |
| 檢場   | 王金榮                  | 王柏豪的父親。熱愛重機，與光輝有著換帖兄弟般的情誼。喜歡月雲，但追了二十幾年卻毫無進展。知道月雲隱藏多年的心結後，鼓勵著她與心平相認。面對兒子的愛情進度比自己超前，雖不甘心仍感到驕傲。 | 3,6-9,11-12,14-18, 20-21,24-27,29-30,32-33, 35,37,40-43,48-51,54,58            |
| 葛蕾   | 陳月雲                  | 田心平的母親，居酒屋的老闆娘。與光輝及金榮是認識了二十多年的好友，總是將何家兄弟及柏豪視如己出。因曾將未婚所生的女兒拋棄在育幼院，而感到歉疚與自責。經不凡與柏豪勸慰後，才鼓起勇氣以母親的身分對心平付出關心。但見心平遲遲無法原諒自己，而打算關店離去。母女相認後，因不捨女兒出嫁而給了柏豪六項考驗。                               | 3,6-7,9,12,15-21,24-25, 27,29-30,32-33,35,37-40, 42,44,47-51,54,60-61,74       |
| 廖錦德 | 高清志 （小高）         | 何不凡、何冠宇的表弟，某網路購物公司員工。十分崇拜兩位表哥，並經常和史蒂芬一搭一唱。 | 2-4,7-8,11-15,17-18,20-23, 25-26,33-35,40,42-43,45-49, 51-53,55-58,61-71,73-74 |
| 黃泰安 | 史蒂芬                  | 某網路購物公司員工，擔任攝影師。對徐曼曼有好感，總是主動幫忙照顧曼曼家的三胞胎。看著曼曼與不凡交往到結婚，雖不情願也只能含淚祝福。 | 2-4,7-8,11-15,17-23, 25-26,38,40,42-43,45-49, 51-53,55-58,61-71,73-74          |
| 樂樂   | 徐樂樂                  | 徐曼曼的妹妹。是三胞胎中最懂事的女孩。 | 1-8,10-12, 16,19-23,25,31-32, 35-36,48-49,56,61                                |
| 媃媃   | 徐媃媃                  | 徐曼曼的妹妹。愛看武俠小說，很喜歡何不凡這位「帥叔叔」。 | 1-7,10-12,16, 19-23,25,31-32, 35-36,48-49,56,61                                |
| 帥寶   | 徐天天                  | 徐曼曼的弟弟。三胞胎中最頑皮，很愛向姊姊撒嬌的男孩。 | 1-8,10-12,16,19-23,25, 31-32,35-36,48-49,56,61                                 |
| 羅北安 | 徐家寶                  | 徐曼曼與三胞胎的父親，何不凡的岳父。與妻子十分恩愛，也很疼愛長女曼曼；為完成愛妻的心願，而帶著重病的她環遊世界。雖因不捨女兒出嫁而常和不凡鬥嘴，卻也和光輝培養出了親家間的好交情。 | 35-37,41-42,46-49,70-71                                                        |
| 況明潔 | 邱雅妮                  | 徐曼曼與三胞胎的母親，何不凡的岳母。溫柔且開朗樂觀，雖罹患不治之症，並因病情惡化而中斷了旅程；依然決定在剩下的日子裡，開心快樂的陪伴在孩子們身邊。 | 35-37,41-42,46-49,51-52,67                                                     |
| 夏如芝 | 雷貝芝 （Rebecca）      | 何冠宇流連花叢時認識的朋友，曾與喝醉的冠宇發生過一夜情。為追求冠宇而刻意接近蒨茜；儘管三人間已把話說開，仍執意搬到何家樓下。不但監視著冠宇夫妻，甚至以懷孕作為要脅；即使看到冠宇及其父親的堅決態度，依然一意孤行。 | 23,29-33,36-39,41, 43,47-52,54-56,59,61, 63,65,67,69-70,72-73                  |
| 王琄   | 唐如娟                  | 史博海的母親，在美國從事服飾業。為了觀察兒子曾論及婚嫁的對象，而借故與徐曼曼商談簽約事宜。作為商場上的女強人，十分欣賞在美國發展過的何不凡。因與博海的親子關係不睦而分開多年，如今卻為了照顧他而面容憔悴。不但殷切期盼著博海能盡快甦醒，更希望能為兒子找回屬於他的幸福。                                                             | 39-50,52-57,61-62                                                              |
| 賴琳恩 | 孫薇亞 （Victoria Sun） | 美國彩妝品牌Magic亞洲區CEO。何不凡的前女友，並與唐女士是舊識。雖然當年是自己主動離開不凡，但分手多年後卻仍喜歡著他，並為了配合對方而改變，更誓言就算不擇手段也要將不凡搶回自己身邊。 | 54-64,66-74                                                                    |

### 客串演出
| 演員   | 角色            | 介紹 | 登場集數                      |
| 地球   | 陳紹洋 （Don）  | 何不凡的牧師朋友，抱持著大愛的理想且非常喜歡小孩。不凡原想擺脫徐曼曼，而幫她找來的相親對象。雖有意追求曼曼，卻遭不凡代為拒絕後，仍受邀替兩人證婚。                       | 3,33,49                       |
| 乾德門 | 姜老伯          | 包子店老闆，脾氣凶狠古怪。曼曼及不凡找他談生意，皆被其以非常不客氣的方式趕走。後經曼曼熱心幫助，才決定與不凡簽約。                                                       | 4,8,13                        |
| 喬子齊 |                 | 烘培坊店員，田心平的員工。 | 9-11,40,58,62                 |
| 楊恩緹 |                 | 廣告公司員工，王蒨茜的助理。 | 13-14,22,25,56,58,67,69-70,72 |
| 林秀君 | 院長媽媽        | 照顧田心平長大的育幼院院長。 | 18,36                         |
| 段鈞豪 | 趙定偉          | 王蒨茜的同事兼前男友，是個有婦之夫。 | 16(聲音),22                   |
| 駱炫銘 | 何不凡 （幼年） | 七歲的小不凡。看到母親為保護自己而意外過世後，從此變得獨立並封閉了自己的心。                                                                                             | 26,28                         |
| 陳博正 | 月老            | 掌管人們姻緣的神仙，由於人手不足而雇用史博海的靈魂。工作上常因酗酒而搞烏龍，並要博海收拾善後。由於錯綁曼曼及不凡的紅線，而特地現身警告博海，逆天而行的兩人將會災禍連連。 | 43-46,50-51                   |
|        | 惠珊阿姨        | 自行車行老闆娘，史博海小時候的保母。在博海懇求下答應與曼曼合作的客戶。                                                                                                   | 52,57,65                      |
|        | 大阪先生        | 日本知名服裝設計師，擁有自己的品牌。 | 62                            |
| 吳懷中 |                 | 和Rebecca有不明曖昧關係的男子，好賭成性，總是伸手向Rebecca要錢。 | 59,63,65,67,72                |

## 收視率
| 臺灣《三立都會台》每日首播收視率列表 | 臺灣《三立都會台》每日首播收視率列表 | 臺灣《三立都會台》每日首播收視率列表 | 臺灣《三立都會台》每日首播收視率列表 | 臺灣《三立都會台》每日首播收視率列表 | 臺灣《三立都會台》每日首播收視率列表 | 臺灣《三立都會台》每日首播收視率列表                            | 臺灣《三立都會台》每日首播收視率列表 |
| 播映日期                             | 集數                                 | 收視率（僅有線）                     | 收視率（含無線）                     | 收視排名（含無線）                   | 當週平均收視率（含無線）             | 當週八點檔平均收視率（含無線）排名                              | 備註                                 |
| ------------------------------------ | ------------------------------------ | ------------------------------------ | ------------------------------------ | ------------------------------------ | ------------------------------------ | --------------------------------------------------------------- | ------------------------------------ |
| 2014年9月3日                         | 1                                    | 1.55                                 | 1.27                                 |                                      | 1.07                                 | 5 龍飛鳳舞:4.50 世間情:4.44 艋舺的女人:1.66 媽咪的男朋友:1.43   | 週一至週五晚上八點首播               |
| 2014年9月4日                         | 2                                    |                                      |                                      |                                      | 1.07                                 | 5 龍飛鳳舞:4.50 世間情:4.44 艋舺的女人:1.66 媽咪的男朋友:1.43   |                                      |
| 2014年9月5日                         | 3                                    |                                      |                                      |                                      | 1.07                                 | 5 龍飛鳳舞:4.50 世間情:4.44 艋舺的女人:1.66 媽咪的男朋友:1.43   |                                      |
| 2014年9月8日                         | 4                                    |                                      |                                      |                                      | 1.06                                 | 4 龍飛鳳舞:4.53 世間情:4.47 艋舺的女人:1.68                     |                                      |
| 2014年9月9日                         | 5                                    |                                      |                                      |                                      | 1.06                                 | 4 龍飛鳳舞:4.53 世間情:4.47 艋舺的女人:1.68                     |                                      |
| 2014年9月10日                        | 6                                    |                                      |                                      |                                      | 1.06                                 | 4 龍飛鳳舞:4.53 世間情:4.47 艋舺的女人:1.68                     |                                      |
| 2014年9月11日                        | 7                                    |                                      |                                      |                                      | 1.06                                 | 4 龍飛鳳舞:4.53 世間情:4.47 艋舺的女人:1.68                     |                                      |
| 2014年9月12日                        | 8                                    |                                      |                                      |                                      | 1.06                                 | 4 龍飛鳳舞:4.53 世間情:4.47 艋舺的女人:1.68                     |                                      |
| 2014年9月15日                        | 9                                    |                                      |                                      |                                      | 1.06                                 | 4 龍飛鳳舞:4.58 世間情:4.06 艋舺的女人:1.88                     |                                      |
| 2014年9月16日                        | 10                                   |                                      |                                      |                                      | 1.06                                 | 4 龍飛鳳舞:4.58 世間情:4.06 艋舺的女人:1.88                     |                                      |
| 2014年9月17日                        | 11                                   |                                      |                                      |                                      | 1.06                                 | 4 龍飛鳳舞:4.58 世間情:4.06 艋舺的女人:1.88                     |                                      |
| 2014年9月18日                        | 12                                   |                                      |                                      |                                      | 1.06                                 | 4 龍飛鳳舞:4.58 世間情:4.06 艋舺的女人:1.88                     |                                      |
| 2014年9月19日                        | 13                                   |                                      |                                      |                                      | 1.06                                 | 4 龍飛鳳舞:4.58 世間情:4.06 艋舺的女人:1.88                     |                                      |
| 2014年9月22日                        | 14                                   |                                      |                                      |                                      | 1.04                                 | 4 龍飛鳳舞:4.65 世間情:4.04 艋舺的女人:1.99                     |                                      |
| 2014年9月23日                        | 15                                   |                                      |                                      |                                      | 1.04                                 | 4 龍飛鳳舞:4.65 世間情:4.04 艋舺的女人:1.99                     |                                      |
| 2014年9月24日                        | 16                                   |                                      |                                      |                                      | 1.04                                 | 4 龍飛鳳舞:4.65 世間情:4.04 艋舺的女人:1.99                     |                                      |
| 2014年9月25日                        | 17                                   |                                      |                                      |                                      | 1.04                                 | 4 龍飛鳳舞:4.65 世間情:4.04 艋舺的女人:1.99                     |                                      |
| 2014年9月26日                        | 18                                   |                                      |                                      |                                      | 1.04                                 | 4 龍飛鳳舞:4.65 世間情:4.04 艋舺的女人:1.99                     |                                      |
| 2014年9月29日                        | 19                                   |                                      |                                      |                                      | 1.1                                  | 4 龍飛鳳舞:4.46 世間情:4.25 艋舺的女人:2.01                     |                                      |
| 2014年9月30日                        | 20                                   |                                      |                                      |                                      | 1.1                                  | 4 龍飛鳳舞:4.46 世間情:4.25 艋舺的女人:2.01                     |                                      |
| 2014年10月1日                        | 21                                   |                                      |                                      |                                      | 1.1                                  | 4 龍飛鳳舞:4.46 世間情:4.25 艋舺的女人:2.01                     |                                      |
| 2014年10月2日                        | 22                                   |                                      |                                      |                                      | 1.1                                  | 4 龍飛鳳舞:4.46 世間情:4.25 艋舺的女人:2.01                     |                                      |
| 2014年10月3日                        | 23                                   |                                      |                                      |                                      | 1.1                                  | 4 龍飛鳳舞:4.46 世間情:4.25 艋舺的女人:2.01                     |                                      |
| 2014年10月6日                        | 24                                   |                                      |                                      |                                      | 1.03                                 | 4 龍飛鳳舞:4.34 世間情:4.20 艋舺的女人:2.04                     |                                      |
| 2014年10月7日                        | 25                                   |                                      |                                      |                                      | 1.03                                 | 4 龍飛鳳舞:4.34 世間情:4.20 艋舺的女人:2.04                     |                                      |
| 2014年10月8日                        | 26                                   |                                      |                                      |                                      | 1.03                                 | 4 龍飛鳳舞:4.34 世間情:4.20 艋舺的女人:2.04                     |                                      |
| 2014年10月9日                        | 27                                   |                                      |                                      |                                      | 1.03                                 | 4 龍飛鳳舞:4.34 世間情:4.20 艋舺的女人:2.04                     |                                      |
| 2014年10月10日                       | 28                                   |                                      |                                      |                                      | 1.03                                 | 4 龍飛鳳舞:4.34 世間情:4.20 艋舺的女人:2.04                     |                                      |
| 2014年10月13日                       | 29                                   |                                      |                                      |                                      | 1.02                                 | 4 世間情:4.43 龍飛鳳舞:4.23 艋舺的女人:1.88                     |                                      |
| 2014年10月14日                       | 30                                   |                                      |                                      |                                      | 1.02                                 | 4 世間情:4.43 龍飛鳳舞:4.23 艋舺的女人:1.88                     |                                      |
| 2014年10月15日                       | 31                                   |                                      |                                      |                                      | 1.02                                 | 4 世間情:4.43 龍飛鳳舞:4.23 艋舺的女人:1.88                     |                                      |
| 2014年10月16日                       | 32                                   |                                      |                                      |                                      | 1.02                                 | 4 世間情:4.43 龍飛鳳舞:4.23 艋舺的女人:1.88                     |                                      |
| 2014年10月17日                       | 33                                   |                                      |                                      |                                      | 1.02                                 | 4 世間情:4.43 龍飛鳳舞:4.23 艋舺的女人:1.88                     |                                      |
| 2014年10月20日                       | 34                                   |                                      |                                      |                                      | 1.07                                 | 4 世間情:4.15 龍飛鳳舞:4.15 艋舺的女人:2.12                     |                                      |
| 2014年10月21日                       | 35                                   |                                      |                                      |                                      | 1.07                                 | 4 世間情:4.15 龍飛鳳舞:4.15 艋舺的女人:2.12                     |                                      |
| 2014年10月22日                       | 36                                   |                                      |                                      |                                      | 1.07                                 | 4 世間情:4.15 龍飛鳳舞:4.15 艋舺的女人:2.12                     |                                      |
| 2014年10月23日                       | 37                                   |                                      |                                      |                                      | 1.07                                 | 4 世間情:4.15 龍飛鳳舞:4.15 艋舺的女人:2.12                     |                                      |
| 2014年10月24日                       | 38                                   |                                      |                                      |                                      | 1.07                                 | 4 世間情:4.15 龍飛鳳舞:4.15 艋舺的女人:2.12                     |                                      |
| 2014年10月27日                       | 39                                   |                                      |                                      |                                      | 1.14                                 | 4 龍飛鳳舞:4.78 世間情:3.97 艋舺的女人:1.77                     |                                      |
| 2014年10月28日                       | 40                                   |                                      |                                      |                                      | 1.14                                 | 4 龍飛鳳舞:4.78 世間情:3.97 艋舺的女人:1.77                     |                                      |
| 2014年10月29日                       | 41                                   |                                      |                                      |                                      | 1.14                                 | 4 龍飛鳳舞:4.78 世間情:3.97 艋舺的女人:1.77                     |                                      |
| 2014年10月30日                       | 42                                   |                                      |                                      |                                      | 1.14                                 | 4 龍飛鳳舞:4.78 世間情:3.97 艋舺的女人:1.77                     |                                      |
| 2014年10月31日                       | 43                                   |                                      |                                      |                                      | 1.14                                 | 4 龍飛鳳舞:4.78 世間情:3.97 艋舺的女人:1.77                     |                                      |
| 2014年11月3日                        | 44                                   |                                      |                                      |                                      | 1.05                                 | 4 龍飛鳳舞:4.39 世間情:3.93 艋舺的女人:1.85                     |                                      |
| 2014年11月4日                        | 45                                   |                                      |                                      |                                      | 1.05                                 | 4 龍飛鳳舞:4.39 世間情:3.93 艋舺的女人:1.85                     |                                      |
| 2014年11月5日                        | 46                                   |                                      |                                      |                                      | 1.05                                 | 4 龍飛鳳舞:4.39 世間情:3.93 艋舺的女人:1.85                     |                                      |
| 2014年11月6日                        | 47                                   |                                      |                                      |                                      | 1.05                                 | 4 龍飛鳳舞:4.39 世間情:3.93 艋舺的女人:1.85                     |                                      |
| 2014年11月7日                        | 48                                   |                                      |                                      |                                      | 1.05                                 | 4 龍飛鳳舞:4.39 世間情:3.93 艋舺的女人:1.85                     |                                      |
| 2014年11月10日                       | 49                                   |                                      |                                      |                                      | 1.01                                 | 5 龍飛鳳舞:4.42 世間情:3.85 艋舺的女人:2.07 大漢賢后衞子夫:1.02 |                                      |
| 2014年11月11日                       | 50                                   |                                      |                                      |                                      | 1.01                                 | 5 龍飛鳳舞:4.42 世間情:3.85 艋舺的女人:2.07 大漢賢后衞子夫:1.02 |                                      |
| 2014年11月12日                       | 51                                   |                                      |                                      |                                      | 1.01                                 | 5 龍飛鳳舞:4.42 世間情:3.85 艋舺的女人:2.07 大漢賢后衞子夫:1.02 |                                      |
| 2014年11月13日                       | 52                                   |                                      |                                      |                                      | 1.01                                 | 5 龍飛鳳舞:4.42 世間情:3.85 艋舺的女人:2.07 大漢賢后衞子夫:1.02 |                                      |
| 2014年11月14日                       | 53                                   |                                      |                                      |                                      | 1.01                                 | 5 龍飛鳳舞:4.42 世間情:3.85 艋舺的女人:2.07 大漢賢后衞子夫:1.02 |                                      |
| 2014年11月17日                       | 54                                   |                                      |                                      |                                      | 1.01                                 | 5 龍飛鳳舞:4.87 世間情:3.86 艋舺的女人:2.00 大漢賢后衞子夫:1.23 |                                      |
| 2014年11月18日                       | 55                                   |                                      |                                      |                                      | 1.01                                 | 5 龍飛鳳舞:4.87 世間情:3.86 艋舺的女人:2.00 大漢賢后衞子夫:1.23 |                                      |
| 2014年11月19日                       | 56                                   |                                      |                                      |                                      | 1.01                                 | 5 龍飛鳳舞:4.87 世間情:3.86 艋舺的女人:2.00 大漢賢后衞子夫:1.23 |                                      |
| 2014年11月20日                       | 57                                   |                                      |                                      |                                      | 1.01                                 | 5 龍飛鳳舞:4.87 世間情:3.86 艋舺的女人:2.00 大漢賢后衞子夫:1.23 |                                      |
| 2014年11月21日                       | 58                                   |                                      |                                      |                                      | 1.01                                 | 5 龍飛鳳舞:4.87 世間情:3.86 艋舺的女人:2.00 大漢賢后衞子夫:1.23 |                                      |
| 2014年11月24日                       | 59                                   |                                      |                                      |                                      | 1.02                                 | 3 龍飛鳳舞:4.31 世間情:3.84                                     |                                      |
| 2014年11月25日                       | 60                                   |                                      |                                      |                                      | 1.02                                 | 3 龍飛鳳舞:4.31 世間情:3.84                                     |                                      |
| 2014年11月26日                       | 61                                   |                                      |                                      |                                      | 1.02                                 | 3 龍飛鳳舞:4.31 世間情:3.84                                     |                                      |
| 2014年11月27日                       | 62                                   |                                      |                                      |                                      | 1.02                                 | 3 龍飛鳳舞:4.31 世間情:3.84                                     |                                      |
| 2014年11月28日                       | 63                                   |                                      |                                      |                                      | 1.02                                 | 3 龍飛鳳舞:4.31 世間情:3.84                                     |                                      |
| 2014年12月1日                        | 64                                   |                                      |                                      |                                      | 1.06                                 | 3 龍飛鳳舞:4.73 世間情:3.91                                     |                                      |
| 2014年12月2日                        | 65                                   |                                      |                                      |                                      | 1.06                                 | 3 龍飛鳳舞:4.73 世間情:3.91                                     |                                      |
| 2014年12月3日                        | 66                                   |                                      |                                      |                                      | 1.06                                 | 3 龍飛鳳舞:4.73 世間情:3.91                                     |                                      |
| 2014年12月4日                        | 67                                   |                                      |                                      |                                      | 1.06                                 | 3 龍飛鳳舞:4.73 世間情:3.91                                     |                                      |
| 2014年12月5日                        | 68                                   |                                      |                                      |                                      | 1.06                                 | 3 龍飛鳳舞:4.73 世間情:3.91                                     |                                      |
| 2014年12月8日                        | 69                                   |                                      |                                      |                                      | 1.16                                 | 3 龍飛鳳舞:4.95 世間情:3.80                                     |                                      |
| 2014年12月9日                        | 70                                   |                                      |                                      |                                      | 1.16                                 | 3 龍飛鳳舞:4.95 世間情:3.80                                     |                                      |
| 2014年12月10日                       | 71                                   |                                      |                                      |                                      | 1.16                                 | 3 龍飛鳳舞:4.95 世間情:3.80                                     |                                      |
| 2014年12月11日                       | 72                                   |                                      |                                      |                                      | 1.16                                 | 3 龍飛鳳舞:4.95 世間情:3.80                                     |                                      |
| 2014年12月12日                       | 73                                   |                                      |                                      |                                      | 1.16                                 | 3 龍飛鳳舞:4.95 世間情:3.80                                     |                                      |
| 2014年12月15日                       | 74                                   |                                      |                                      |                                      | 1.4                                  | 5 龍飛鳳舞:6.12 嫁妝:5.13 世間情:4.16 我的寶貝四千金:1.51       | 最終回                               |
| 收視平均                             | 收視平均                             | -                                    | -                                    | -                                    | 1.06                                 |                                                                 | -                                    |

- 同時段節目：
  - 三立台灣台《世間情》
  - 民視《龍飛鳳舞》
  - 台視《艋舺的女人／純純》
  - 中視《金玉良缘／傾世皇妃／大漢賢后衛子夫／隋唐英雄傳》
  - 華視《天下第一味／奇皇后／咱們结婚吧》
  - 大愛《情牽萬里／光合一加一／阿爸講的話／河畔卿卿》
- 由AGB尼爾森調查，調查範圍是四歲以上收看電視之觀眾。
- 資料來源：中時娛樂

## 電視劇歌曲
| 曲別   | 歌名         | 演唱者     | 作詞           | 作曲                                                    |
| 片頭曲 | 愛就是       | 胡宇威     | 陳建寧         | 深白色                                                  |
| 片尾曲 | 我還是愛著你 | MP魔幻力量 | 廷廷           | 廷廷                                                    |
| 插曲   | 偷偷的       | MP魔幻力量 | 廷廷           | 廷廷                                                    |
| 插曲   | 我不以為     | 丁噹       | 陳沒           | 林邁可、FilipLindfors、Anton Malmberg Hard af Segerstad |
| 插曲   | 我沒那麼愛你 | 丁噹       | 黃婷           | 林邁可                                                  |
| 插曲   | 不如驕傲     | 丁噹       | 姚若龍         | 陳小霞                                                  |
| 插曲   | 別說Goodbye  | 胡宇威     | 胡宇威         | 阿沁                                                    |
| 插曲   | 說不出我愛你 | 胡宇威     | 胡如虹         | 蕭閎仁                                                  |
| 插曲   | 悲傷止步     | 解偉苓     | 蔡燈鍬、黃祖蔭 | 陳建寧、陳政卿                                          |
| 插曲   | 無誤         | 解偉苓     | 陳建寧         | 陳建寧                                                  |
| 插曲   | 接下來是什麼 | 白安       | 白安           | 白安                                                    |

## 獎項
| 入圍2014華劇大賞獎項列表 | 入圍2014華劇大賞獎項列表            | 入圍2014華劇大賞獎項列表 | 入圍2014華劇大賞獎項列表 |
| ------------------------ | ----------------------------------- | ------------------------ | ------------------------ |
| 獎項                     | 提名者                              | 結果                     |                          |
| 最佳師奶殺手獎           | 檢場(飾:王金榮 )                    | 提名                     |                          |
| 最佳婆媽獎               | 葛蕾(飾:陳月雲 )                    | 提名                     |                          |
| 微博兩岸三地人氣獎       | 胡宇威                              | 提名                     |                          |
| 最佳催淚獎               | 胡宇威(飾:何不凡)、廖峻(飾:何光輝 ) | 提名                     |                          |
| 最佳華流明星獎           | 胡宇威                              | 提名                     |                          |
| 最佳男演員獎             | 胡宇威                              | 提名                     |                          |
| 最佳女演員獎             | 袁艾菲(飾:徐曼曼 )                  | 提名                     |                          |
| 觀眾票選最受歡迎戲劇獎   | 《幸福兌換券》                      | 提名                     |                          |

## 製作團隊
- 監製：劉秋平、蘇雅欣
- 專案製作人：王臨俐
- 助理監製：蔡欣潔
- 製作人：郭建宏、張曼娜、陳秀卿、楊啟仙
- 編劇：
  - 鄭英敏、林珮瑜（第1-8集）
  - 鄭英敏、林珮瑜、陳妡盈、邱婉薇（第9-40集）
  - 鄭英敏、林珮瑜、陳妡盈、賴婉容、黃宣穎（第41-43集）
  - 賴婉容、黃宣穎、鄭英敏、陳妡盈（第44- 集）
- 導演：吳蒙恩
- 製作公司：映畫傳播、寶麗來國際娛樂股份有限公司、三立電視
- 冠名贊助單位：台灣樂天市場
- 主要拍攝地點：
  - 臺北市北投區、南港區、文山區、萬華區
  - 新北市中和區、新店區、石碇區、貢寮區、石門區
  - 高雄市前鎮區、苓雅區、鳳山區、三民區、鼓山區、鹽埕區、仁武區

## 外部連結
- 官方网站－三立
- 官方网站－東森
- 幸福兌換券的Facebook專頁

## 作品的變遷
| 臺灣 三立都會台 每週一至週五 20:00 - 21:00   | 臺灣 三立都會台 每週一至週五 20:00 - 21:00       | 臺灣 三立都會台 每週一至週五 20:00 - 21:00 |
| -------------------------------------------- | ------------------------------------------------ | ------------------------------------------ |
|                                              | 幸福兌換券 （2014年9月3日－2014年12月15日）      |                                            |
| 媽咪的男朋友 （2014年5月28日－2014年9月2日） | 我的寶貝四千金 （2014年12月16日－2015年4月13日） |                                            |

| 臺灣 東森綜合台 每週一至週五 22:00 - 23:00 · （於2014年12月16日起東森綜合台播出三立華劇時間改為每週一至週五21:00 - 22:00；下一節目為我的寶貝四千金） | 臺灣 東森綜合台 每週一至週五 22:00 - 23:00 · （於2014年12月16日起東森綜合台播出三立華劇時間改為每週一至週五21:00 - 22:00；下一節目為我的寶貝四千金） | 臺灣 東森綜合台 每週一至週五 22:00 - 23:00 · （於2014年12月16日起東森綜合台播出三立華劇時間改為每週一至週五21:00 - 22:00；下一節目為我的寶貝四千金） |
| --- | --- | --- |
| | 幸福兌換券 （2014年9月3日－2014年12月15日） | |
| 媽咪的男朋友 （2014年5月28日－2014年9月2日） | 現在才知道 （2014年12月16日－2015年10月8日） | |
| 每週一至週五 10:00 - 11:00 10/13起，改為每週一至週五 16:00 - 17:00                                                                                   | | |
| 有愛一家人 （重播） （2015年4月15日－2015年7月23日）                                                                                                 | 幸福兌換券 （重播） （2015年7月24日－2015年11月4日）                                                                                                 | 九轉時光的旅行（重播） （2015年11月3日－2015年12月8日）                                                                                              |

| 马来西亚 Astro双星 每週一至週五 18:30 - 19:30              | 马来西亚 Astro双星 每週一至週五 18:30 - 19:30               | 马来西亚 Astro双星 每週一至週五 18:30 - 19:30    |
| ---------------------------------------------------------- | ----------------------------------------------------------- | ------------------------------------------------ |
|                                                            | 幸福兌換券 （2014年9月18日－2014年11月17日）                |                                                  |
| 媽咪的男朋友 （2014年6月12日－2014年9月17日）              | 警界線 （19:00 - 20:00） （2014年11月18日－2014年12月10日） |                                                  |
| 马来西亚 Astro双星、Astro双星HD 每週日至週四 18:00 - 19:00 |                                                             |                                                  |
| -                                                          | 幸福兌換券 （2014年11月18日－2014年12月30日）               | 我的寶貝四千金 （2014年12月31日－2015年4月27日） |

| 新加坡 星和娱家戏剧台 每週一至週五 19:00 - 20:00 | 新加坡 星和娱家戏剧台 每週一至週五 19:00 - 20:00 | 新加坡 星和娱家戏剧台 每週一至週五 19:00 - 20:00 |
| ------------------------------------------------ | ------------------------------------------------ | ------------------------------------------------ |
|                                                  | 幸福兌換券 （2014年10月7日－2015年1月16日）      |                                                  |
| 媽咪的男朋友 （2014年7月1日－2014年10月6日）     | 我的寶貝四千金 （2015年1月19日－2015年5月14日）  |                                                  |

| 臺灣 三立綜合台 每週一至週五 20:00 - 21:00    | 臺灣 三立綜合台 每週一至週五 20:00 - 21:00       | 臺灣 三立綜合台 每週一至週五 20:00 - 21:00 |
| --------------------------------------------- | ------------------------------------------------ | ------------------------------------------ |
|                                               | 幸福兌換券 （2015年5月8日－2015年8月19日）       |                                            |
| 媽咪的男朋友 （2014年11月18日－2015年5月7日） | 我的寶貝四千金 （2015年8月20日－2015年12月15日） |                                            |

| 香港 無綫網絡電視精選亞洲劇台 每日 08:00 - 09:00、11:00 - 12:00、14:00 - 15:00、17:00 - 18:00、20:00 - 21:00及23:00 - 00:00 | 香港 無綫網絡電視精選亞洲劇台 每日 08:00 - 09:00、11:00 - 12:00、14:00 - 15:00、17:00 - 18:00、20:00 - 21:00及23:00 - 00:00 | 香港 無綫網絡電視精選亞洲劇台 每日 08:00 - 09:00、11:00 - 12:00、14:00 - 15:00、17:00 - 18:00、20:00 - 21:00及23:00 - 00:00 |
| --- | --- | --- |
| | 幸福兌換券 （2016年12月24日－2017年3月7日）                                                                                 | |
| 流氓蛋糕店 （2016年12月9日－2016年12月23日）                                                                                | （2017年3月8日－2017年4月2日）                                                                                              | |